# Susanne Pavlovic
Susanne Pavlovic (* 2. Juli 1972 in Bayreuth) ist eine deutsche Schriftstellerin und Lektorin.

## Leben und Werk
Susanne Pavlovic studierte Germanistik, Pädagogik und Geschichte an der Universität Bayreuth. Sie schreibt hauptsächlich High Fantasy, wurde jedoch auch für Belletristik ausgezeichnet.
Sie hat außerdem einen Liebesroman und mehrere Kurzgeschichten veröffentlicht, sowie zahlreiche Fachartikel in den Publikationen Federwelt und Der Selfpublisher.
Ihr Debütroman Feuerjäger wurde 2016 mit dem Deutschen Phantastik Preis ausgezeichnet.
Mit Ganz dringend ans Meer veröffentlichte sie 2020 ihren ersten belletristischen Roman, der im Folgejahr mit dem Selfpublishing-Buchpreis prämiert wurde.
Sie ist Mitglied im Phantastik-Autoren-Netzwerk und im Verband der Freien Lektorinnen und Lektoren und hält als Lektorin sie regelmäßig Vorträge auf der Leipziger Buchmesse, der Frankfurter Buchmesse oder beim Selfpublisher-Verband.

## Preise und Nominierungen
- 2016: Deutscher Phantastik Preis für den besten deutschsprachigen Roman für Feuerjäger 1.[3]
- 2018: Platz 4, Phantastik-Bestenliste November, für Die Herren von Nebelheim.[4]
- 2021: Selfpublishing-Buchpreis im Fach Belletristik für Ganz dringend ans Meer.[5]

## Romane und Novellen
- Das Spielmannslied, Selbstverlag 2009, ISBN 978-3837091786, Amrûn Verlag, 2016, ISBN 978-3958692084.
- Der Sternenritter, Selbstverlag 2010, ISBN 978-3839186046, Amrûn Verlag, 2016, ISBN 978-3958692091.
- Feuerjäger 1: Die Rückkehr der Kriegerin, Amrûn Verlag, 2015, ISBN 978-3958690417.
- Feuerjäger 2: Herz aus Stein, Amrûn Verlag, 2015, ISBN 978-3958690523.
- Feuerjäger 3: Das Schwert der Königin, Amrûn Verlag, 2016, ISBN 978-3958692060.
- Drei Lieder für die Königstochter, Amrûn Verlag, 2016, ISBN 978-3958691735.
- Die Herren von Nebelheim,  Amrûn Verlag, 2018, ISBN 978-3958693494.
- Himmelreich und Höllengrund, Selbstverlag, 2018, ISBN 978-3958695672.
- Die Frost-Chroniken 1: Krieg und Kröten, Amrûn Verlag, 2020, ISBN 978-3958691353.
- Ganz dringend ans Meer, Selbstverlag, 2021, ISBN 978-3751980623.